# 리시다스

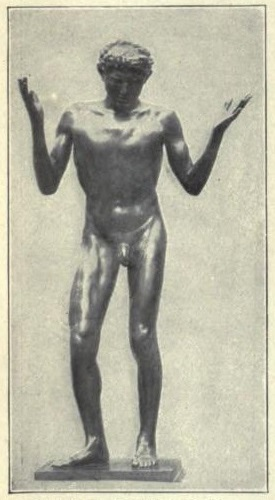
리시다스의 동상(1902-1908) 제임스 하바드 토마스의 작품, 테이트 브리튼, 런던

리시다스 ( Lycidas )는 존 밀턴의  1637년에 지은 시로 목회적 애가이다. 그의 친구 에드워드 킹에게 바친 시집에 포함되어 있다. 에드워드 킹은 케임브리지대학교 재학시 1637년 8월, 웨일즈의 해안가에서 배가 침몰해서 물에 빠져 사망을 하였다.  193개의 라인으로 구성되며 불규칙적인 운율을 담고 있다.  대부분의 다른 시는 헬라어와 라틴어로 되어 있지만, 이 시 만큼은 영어로 쓰였다. 
목회적 애가는 고대 그리스의 문학적 쟝르의 하나로 목자가 동료 목자의 죽음에 대한 슬픔을 표현한 시며, 이것이 이 시에 주된 내용이다.